# Deerstalker

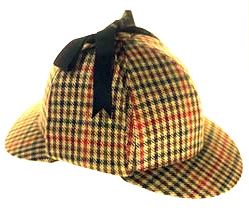
Czapka typu deerstalker.

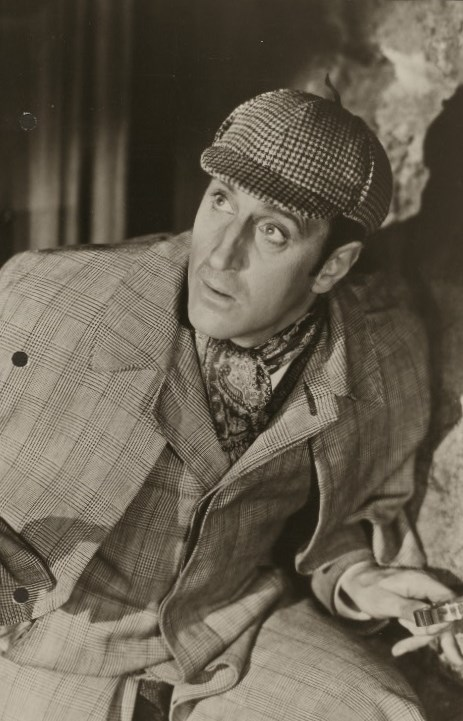
Basil Rathbone w czapce typu deerstalker, jako Sherlock Holmes.

Deerstalker (ang. czapka łowców jeleni) – typ czapki używanej między innymi na Wyspach Brytyjskich, noszonej głównie na obszarach wiejskich, często w czasie łowów, a szczególnie w czasie polowań na jelenie (angielskie tak zwane deer stalking).

## Stereotypy związane z czapką typudeerstalker

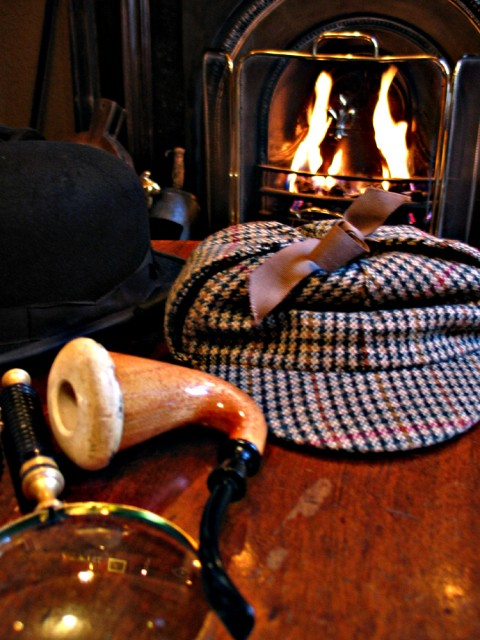
Zestaw charakterystycznych dla detektywa Sherlocka Holmesa przedmiotów: lupa, fajka i czapka deerstalker

Ze względu na popularne skojarzenie tej czapki z postacią Sherlocka Holmesa, stała się ona stereotypowym nakryciem głowy używanym przez detektywów w komiksach, kreskówkach i w filmach (a zwłaszcza różnego rodzaju farsach).